# Championnat de Tunisie féminin de volley-ball
Le championnat de Tunisie féminin de volley-ball est une compétition de volley-ball en Tunisie.

## Palmarès
- 1959 : Club africain
- 1960 : Alliance sportive
- 1961 : Alliance sportive
- 1962 : Club sportif des cheminots
- 1963 : Club sportif des cheminots
- 1964 : Espérance sportive de Tunis
- 1965 : Espérance sportive de Tunis
- 1966 : Al Hilal sports
- 1967 : Al Hilal sports
- 1968 : Espérance sportive de Tunis
- 1969 : Espérance sportive de Tunis
- 1970 : Espérance sportive de Tunis
- 1971 : Jeunesse sportive d'El Omrane
- 1972 : Jeunesse sportive d'El Omrane
- 1973 : Jeunesse sportive d'El Omrane
- 1974 : Avenir sportif de La Marsa
- 1975 : Avenir sportif de La Marsa
- 1976 : Avenir sportif de La Marsa
- 1977 : Avenir sportif de La Marsa
- 1978 : Avenir sportif de La Marsa
- 1979 : Avenir sportif de La Marsa
- 1980 : Club africain
- 1981 : Club africain
- 1982 : Club africain
- 1983 : Club africain
- 1984 : Club africain
- 1985 : Club africain
- 1986 : Club africain
- 1987 : Club africain
- 1988 : Al Hilal sports
- 1989 : Al Hilal sports
- 1990 : Club africain
- 1991 : Club africain
- 1992 : Al Hilal sports
- 1993 : Club africain
- 1994 : Club africain
- 1995 : Al Hilal sports
- 1996 : Al Hilal sports
- 1997 : Al Hilal sports
- 1998 : Tunis Université Club
- 1999 : Club sportif sfaxien
- 2000 : Al Hilal sports
- 2001 : Al Hilal sports
- 2002 : Al Hilal sports
- 2003 : Club sportif sfaxien
- 2004 : Club sportif sfaxien
- 2005 : Al Hilal sports
- 2006 : Club sportif sfaxien
- 2007 : Al Hilal sports
- 2008 : Union sportive de Carthage
- 2009 : Club sportif sfaxien
- 2010 : Club sportif sfaxien
- 2011 : Union sportive de Carthage
- 2012 : Club sportif sfaxien
- 2013 : Club féminin de Carthage
- 2014 : Club féminin de Carthage
- 2015 : Club féminin de Carthage
- 2016 : Club féminin de Carthage
- 2017 : Club féminin de Carthage
- 2018 : Club féminin de Carthage
- 2019 : Club sportif sfaxien
- 2020 : Club féminin de Carthage
- 2021 : Club féminin de Carthage
- 2022 : Club féminin de Carthage
- 2023 : Club féminin de Carthage
- 2024 : Club féminin de Carthage
- 2025 : Club féminin de Carthage

## Bilan par club
| Club                          | Titres |
| ----------------------------- | ------ |
| Club africain                 | 13     |
| Al Hilal                      | 13     |
| Club féminin de Carthage      | 12     |
| Club sportif sfaxien          | 8      |
| Avenir sportif de La Marsa    | 6      |
| Espérance sportive de Tunis   | 5      |
| Jeunesse sportive d'El Omrane | 3      |
| Union sportive de Carthage    | 2      |
| Alliance sportive             | 2      |
| Club sportive des cheminots   | 2      |
| Tunis Université Club         | 1      |